# Matúš Kozáčik
Matúš Kozáčik (Dolný Kubín, 27 de dezembro de 1983) é um ex-futebolista profissional eslovaco que atuava como goleiro, atualmente é preparador de goleiros da seleção da Eslováquia. 

## Carreira
Matúš Kozáčik fez parte do elenco da Seleção Eslovaca de Futebol da Eurocopa de 2016.